# 프란체스코 마리아 1세 델라 로베레 디 우르비노 공작
프란체스코 마리아 1세 델라 로베레(이탈리아어: Francesco Maria I della Rovere, 1490년 3월 22일 - 1538년 10월 20일)는 1508년 - 1516년 그리고 로렌초 2세 데 메디치로부터 권좌를 찾아온 1521년 - 1538년까지 우르비노 공작이다. 교황 율리오 2세(재위 1503~13)가 그의 삼촌이다. 그의 또 다른 삼촌인 구이도발도가 후계없이 사망하자 우르비노 공작위를 이어받았다. 1517년 우르비노 전쟁 끝에 메디치 가문 출신 교황 레오 10세에 의해 공작위를 박탈당하였으나 1521년 레오 10세가 죽은후 다시 공작에 올랐다.
이일로 인해 피렌체의 메디치 가문과 불편한 관계를 유지했다. 메디치 가문 출신에 또다른 교황인 클레멘스 7세(재위 1523~34)와 껄끄러운 관계를 유지하였는데 코냑동맹전쟁중에 동맹군의 총사령관이면서도 전쟁에 소극적으로 임했고 1527년에 동맹국인 교황령 로마가 침공을 당했는데도 수수방관하였다.

## 생애

#### 출생
프란체스코 마리아는 교황군 사령관이자 세니갈리아의 군주인 조반니 델라 로베레와 페데리코 3세 다 몬테펠트로의 딸인 조반나 다 몬테펠트로(Giovanna da Montefeltro) 아들로, 세니갈리아에서 태어났다. 또한 그는 교황 율리오 2세인 줄리아노 델라 로베레의 조카이기도 했다. 1508년, 그는 만토바 변경백작 프란체스코 2세 곤차가와 이사벨라 데스테의 딸인 엘레오노라 곤차가와 혼인하였다.

엘레오노라 곤차가(티치아노작, 1538)

#### 우르비노 공작 계승
우르비노 공작인 구이도발도는 그의 삼촌이였다. 구이도발도는 결혼은 하였으나 본래 성 불구자였으므로 자식이 없었다. 그래서 조카인 프렌체스코 마리아를 자신의 궁전으로 불러 들였고, 교황 율리오 2세의 조정을 통해서 1504년에 그를 공국의 후계자로 지명하였다.
1502년에 델라 로베레 가문은 마르케에서 가장 강력한 인물이던 체사레 보르자에게 세니갈리아의 지배권을 빼았기고 말았다. 그러나 프란체스코 마리아와 그의 어머니는 당시 보병이던 안드레아 도리아의 도움을 받아, 보르자의 군대로부터 학살을 피할 수 있었다.
1507년 체사레 보르자(1474~1507)가 사망한 후 그의 삼촌인 교황 율리오 2세(재위1503-13)는 세니갈리아를 수복하는데 도움을 주기도 했다. 1508년에 구이도발도가 사망하자, 프란체스코 마리아는 우르비노 공작이 되었다. 1509년, 그는 교황령 총사령관으로 임명되었고, 이후 페라라와 베네치아를 상대로 캉브레 동맹전쟁(1508-16)에 참전하였다. 1513년 그는 또한 스스로 페사로의 군주가 되었다.

#### 알리도시 추기경 살해
1511년 우르비노 공작은 자기 수하들을 시켜 백주대낮에 알리도시 추기경을 살해한다. 알리도시 추기경은 교황의 저녁초대를 받고 길을 가는 중이였는데 두개골이 함몰될정도로 심한 부상을 입은끝에 숨졌다. 장소는 라벤나의 산비탈레 교회 근처였다. 알리도시가 볼로냐를 담당하는 동안에 두차례나 시민들과 우르비노 공작에 의해 체포된후 반역혐의로 고소를 당한적이 있다. 그러나 교황 율리오 2세는 석연찮은 이유를 들어 두차례 모두 알리도시를 사면복권 시켜준일이 있다. 그러던중 지난 5월, 볼로냐 시민들이 반란을 일으키자 진압 책임자인 알리도시 추기경은 야반도주를 하였다. 우르비노 공작도 어쩔수 없이 볼로냐를 탈출하고 말았다. 이후 프랑스군이 볼로냐로 진격하자 볼로냐인들은 항복을 해버렸다. 우르비노 공작은 그 책임이 알리도시가 적과 내통한 결과라고 확신하였다. 그러나 교황은 우르비노 공작에게만 신랄하게 책망을 가하자 이에 격분한 나머지 알리도시 추기경을 살해하고 말았다.
교황 율리오 2세는 추기경 시절부터 경쟁관계에 있던 로드리고 추기경이 1492년에 교황(알렉산데르 6세)에 선출되자 이에 강한 불만을 표출했다. 콘클라베 당시 거액의 뇌물이 오고갔다고 주장하면서 그를 성직매매혐의로 고발하여 그의 선출이 무효라고 주장하고 나섰다. 1494년 초에 신변의 위험을 느끼고 프랑스로 피신했는데 이때 알리도시 추기경이 동행하였다. 이후 비서관으로 활동하며 교황 율리오 2세의 핵심 협력자가 되었다. 그래서 알리도시 추기경에 대해 편애를 하였고 우르비노 공작은 이것이 매우 못마땅 하게 여겼던것이 살해의 동기였다.

#### 공작위 박탈
1513년 2월 교황 율리오 2세가 사망하자, 그는 중요한 정치적 후원자를 잃어버렸으며, 신임 교황인 교황 레오 10세는 우르비노 공국의 수도인 페사로를 자신의 조카인 로렌초 2세 데 메디치에게 넘겨주었다. 1516년에 프란체스코 마리아 1세는 파문당하여 우르비노에서 추방당하였고, 다음 해에 우르비노 회복을 위해 시도했으나 실패하고 말았다. 그는 1521년에 교황 레오 10세가 사망하고 나서야, 그의 공국으로 돌아올 수가 있었다. (우르비노 전쟁 1517년 참고)

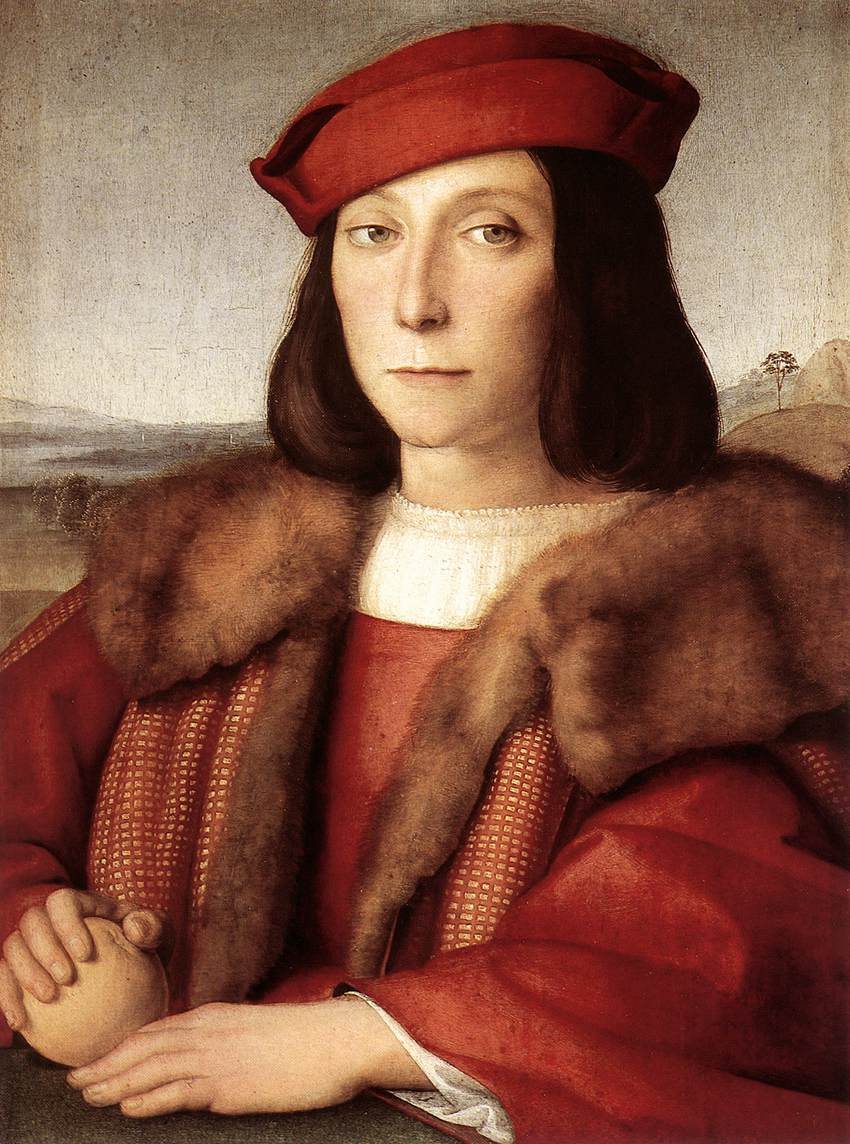
라파엘로가 1504년에 그린 10대 시절의 초상화

델라 로베레는 1521년에 시작된 이탈리아 전쟁중 1523년에서 1525년까지 롬바르디아에서 베네치아 공화국의 총사령관이 되어 싸웠다.

#### 코냑동맹전쟁
코냑동맹전쟁 (1525~1530)중에는 동맹국의 총사령관이 되었으나 메디치 가문 출신 신임 교황인 클레멘스 7세(재위 1523~34)와 사이가 원만하지 못했기에 전쟁에 소극적으로 임했다. 교황 클레멘스 7세는 그를 싫어하며 신임하지 않았고 그 역시 과거 메디치 가문 출신 교황인 레오 10세(재위 1513~1521)에게 우르비노 공작위를 몰수당하며 파문당했던 경험 때문에 메디치 가문 출신에 교황에게 비협조적이였다. 전쟁 상대국이였던 카를 5세가 파견한 제국군(스페인+독일)이 성도 로마를 침공하였지만 총사령관이였음에도 불구하고 로마에는 모습을 나타내지도 않았고 동맹국인 로마가 약탈을 당하는데도 수수방관하였다.(로마약탈 1527년 참고)
1520년대 말 파비아 함락의 주역으로 참여하였고, 이후에도 베네치아 공화국을 위해 싸웠다. 이후 그는 마르케에서 교황의 권력에 대응하기 위해 그의 아들 구이도발도 2세를 줄리아 다 바라노(마르케에서 가문의 영지권을 갖고 있던)와 결혼시키기 위해 주선을 하기도 하였다.
그는 페사로에서 독살당하였다.

## 자녀
- 페데리코 델라 로베레(Federico della Rovere, 1511 — 두 달만에 사망).
- 구이도발도 2세 델라 로베레 (1514년 4월 2일 — 1574년 9월 28일), 줄리아 바라노 사이에서 태어난 자녀로; 비토리아 파르네세(파르마 공작 피에르 루이지 파르네세의 딸)와 자녀를 가졌다. (마리아 테레사 키보-말라스피나의 조상).
- 조반나 델라 로베레(Giovanna della Rovere, 1515 — 1518).
- 조반니 델라 로베레(Giovanni della Rovere, 1516 — 1518).
- 카테리나 델라 로베레(Caterina della Rovere, 1518 — 1520).
- 베아트리체 델라 로베레(Beatrice della Rovere, 1521 — 1522).
- 프란체스코 마리아 델라 로베레(Francesco Maria della Rovere, 1523 — 1525).
- 이폴리타 델라 로베레(Ippolita della Rovere, 1525 — 1561), 전하는 바에 따르면 몬탈토(Montalto) 공작 아라곤의 안토니오(Antonio)와 혼인함.
- 마리아 델라 로베레(Maria della Rovere, 1527 — 1528).
- 엘리사베타 델라 로베레(Elisabetta della Rovere, 1529년 — 1561년 6월 6일), 마사 후작 알베리코 1세 키보-말라스피나와 혼인하여 자녀를 가짐 (마리아 테레사 키보-말라스피나의 조상).
- 줄리아 펠트리아 델라 로베레(Giulia Feltria della Rovere, 1531년 — 1563년 4월 4일), 몬테키오 군주 알폰소 데스테와 혼인하여 자녀를 가짐 (모데나 공작 체사레 데스테의 부모).
- 줄리오 펠트리오 델라 로베레 (1533 — 1598), 추기경이 되었고, 이후에 자녀(사생아)를 가짐:이폴리토(Ippolito)[4]와 줄리오(Giulio).
- 비올란테 델라 로베레(Violante della Rovere, 1535 — 1538).